# جيب ستيوارت ماغرودر
جيب ستيوارت ماغرودر (بالإنجليزية: Jeb Stuart Magruder)‏ (و. 1934 – 2014 م) هو سياسي، وكاتب من الولايات المتحدة الأمريكية .
وهو عضو في الحزب الجمهوري .

## التعليم
تعلم في جامعة شيكاغو.

## مناصب وهيئات
أدار آي‌ بي‌ إم.